# Campeonato Sul-Americano de Rugby de 2016
O Campeonato Sul-Americano de Rugby de 2016 foi a XXXVIII edição deste torneio, cujas mudanças no formato de disputa causaram controvérsia.
O Uruguai sagrou-se campeão desta competição pela terceira vez. Ao lado do vice-campeão Chile, foram qualificados para a quarta edição da Copa CONSUR (rebatizada como Sudamérica Rugby Cup), em 2017, na qual a Argentina se faria presente para manter o título.

## Regulamento
Organizada pela Sudamérica Rugby (SAR), a competição teve uma fase de disputa. Nela, enfrentaram-se Brasil, Chile, Paraguai e Uruguai em turno único, no qual apontou-se o campeão sul-americano de 2016. 
Ao vencedor e segundo colocado da competição, foram atribuídas as vagas diretas para a disputa da Copa CONSUR (com o nome de Sudamérica Rugby Cup) em 2017. 
Não houve uma sede fixa para esta competição. O descenso à Divisão B ocorreu com a disputa de uma repescagem, entre o último colocado da Divisão A e o campeão do segundo escalão deste mesmo ano, visando outorgar ao vencedor a presença no torneio principal de 2017.

## Repescagem
Em dezembro de 2015, o Brasil (último colocado na Divisão A de 2015) recebeu a Colômbia (campeã na Divisão B de 2015), em uma partida que valia a última vaga no grupo principal para o Sul-Americano de 2016. Com a vitória, os brasileiros (Os Tupis) mantiveram a categoria, enquanto que os colombianos (Los Tucanos) continuaram na Divisão B para 2016.
| 12 de dezembro de 2015 |         |          |                               |
| Brasil                 | 44 - 0  | Colômbia | Estádio do Canindé, São Paulo |
|                        | Reporte |          | Estádio do Canindé, São Paulo |

## Sudamérica Rugby Cup 2016
Em 2016 foi disputada a terceira edição da Copa CONSUR, agora sob o nome de Sudamérica Rugby Cup.
Se fizeram presentes os dois melhores colocados do Sul-Americano de 2015, sendo eles Chile e Uruguai, além da Argentina (que defendia o título da competição). Diferente do ocorrido em 2014 e 2015, desta vez a UAR (União Argentina de Rugby) optou por enviar a segunda seleção (Argentina XV) para este campeonato.
Os jogos foram disputados entre os dias 7 de maio e 4 de junho de 2016. Todos se enfrentaram em turno único, cujo título ficou com a equipe que mais pontos somou. A Argentina sagrou-se tri-campeã da competição, tendo o Uruguai novamente como segundo colocado.
A partida entre Uruguai e Chile, disputada em 7 de maio de 2016, teve dupla validade (ao Campeonato Sul-Americano de 2016 e para a Sudamérica Rugby Cup 2016).

## Partidas do Campeonato Sul-Americano de 2016
Seguem-se, abaixo, as partidas realizadas por este torneio sul-americano.
| 23 de abril de 2016 |         |         |                           |
| Brasil              | 14 - 36 | Uruguai | Allianz Parque, São Paulo |
|                     | Reporte |         | Allianz Parque, São Paulo |

| 23 de abril de 2016 |         |          |                          |
| Chile               | 68 - 7  | Paraguai | Old Grangonian, Santiago |
|                     | Reporte |          | Old Grangonian, Santiago |

| 30 de abril de 2016 |         |         |                                    |
| Paraguai            | 15 - 60 | Uruguai | Estádio Héroes de Curupayty, Luque |
|                     | Reporte |         | Estádio Héroes de Curupayty, Luque |

| 30 de abril de 2016 |         |       |                                |
| Brasil              | 20 - 20 | Chile | Estádio do Pacaembu, São Paulo |
|                     | Reporte |       | Estádio do Pacaembu, São Paulo |

| 7 de maio de 2016 |         |       |                             |
| Uruguai           | 39 - 14 | Chile | Estádio Charrúa, Montevidéu |
|                   | Reporte |       | Estádio Charrúa, Montevidéu |

| 7 de maio de 2016 |         |        |                                    |
| Paraguai          | 21 - 32 | Brasil | Estádio Héroes de Curupayty, Luque |
|                   | Reporte |        | Estádio Héroes de Curupayty, Luque |

### Classificação final
| Seleção  | Vitórias | Empates | Derrotas | Pontos a favor | Pontos contra | Pontos +/- | Pontos |
| -------- | -------- | ------- | -------- | -------------- | ------------- | ---------- | ------ |
| Uruguai  | 3        | 0       | 0        | 135            | 43            | +92        | 9      |
| Chile    | 1        | 1       | 1        | 102            | 66            | +36        | 4      |
| Brasil   | 1        | 1       | 1        | 66             | 77            | -11        | 4      |
| Paraguai | 0        | 0       | 3        | 43             | 160           | -117       | 0      |

- Critérios de pontuação: vitória = 3, empate = 1, derrota = 0.
- Uruguai (campeão) e Chile (vice) qualificaram-se para a Sudamérica Rugby Cup de 2017.
- O Paraguai, último colocado, foi condicionado à repescagem para manter a categoria em 2017, contra a equipe que vencesse a Divisão B de 2016.

## Campeão
| Campeonato Sul-Americano de Rugby 2016 |
| -------------------------------------- |
| Uruguai Campeão (3º título)            |